# Волохов, Александр Николаевич
Александр Николаевич Волохов (5 мая 1923 — 10 декабря 2012) — полковник Советской Армии, участник Великой Отечественной войны, Герой Советского Союза (1944).

## Биография
Александр Волохов родился 5 мая 1923 года в деревне Мазурова Байкаловской волости Тобольского уезда Тюменской губернии (ныне деревня в Ярковском районе Тюменской области) в крестьянской семье. После окончания семи классов школы работал в колхозе.
В декабре 1941 года добровольно пошёл на службу в Рабоче-крестьянскую Красную армию и был направлен в артиллерию. С июля 1942 года — на фронтах Великой Отечественной войны. К ноябрю 1943 года старший сержант Александр Волохов был наводчиком орудия артиллерийской батареи 1118-го стрелкового полка 333-й стрелковой дивизии 6-й армии 3-го Украинского фронта. Отличился во время битвы за Днепр.
26 ноября 1943 года Волохов одним из первых переправился через Днепр к югу от Запорожья и принял активное участие в отражении немецких контратак и удержании плацдарма. После того, как из строя выбыл командир орудия, Волохов заменил его. Под его командованием расчёт отбил две вражеские контратаки, уничтожив два пулемёта и несколько десятков солдат и офицеров противника.
Указом Президиума Верховного Совета СССР от 22 февраля 1944 года за «образцовое выполнение заданий командования и проявленные мужество и героизм в боях с немецкими захватчиками» старший сержант Александр Волохов был удостоен высокого звания Героя Советского Союза с вручением ордена Ленина и медали «Золотая Звезда» за номером 2684.
В 1945 году Волохов окончил Томское артиллерийское училище, после чего служил на различных командных должностях в артиллерийских частях. В 1958 году он окончил Львовские курсы политсостава. В 1973 году в звании подполковника Волохов был уволен в запас. До выхода на пенсию работал в отделе вневедомственной охраны Индустриального РОВД Днепропетровска. Проживал в Днепропетровске.
Умер 10 декабря 2012 года. Похоронен на Левобережном кладбище города Днепра.
Также награждён орденами Отечественной войны I степени и Красной Звезды, а также рядом медалей. В августе 2003 года в честь Волохова названа Сорокинская средняя школа Ярковского района.